# 桑原八司
桑原 八司（くわはら やつし、1869年5月24日（明治2年4月13日） - 没年不明）は、明治時代後期から大正時代の朝鮮総督府官僚。文部官僚。咸鏡北道長官。忠清南道長官（知事）。

## 経歴
桑原苞の長男として岐阜県に生まれ、1875年（明治8年）7月に家督を相続する。1893年（明治26年）東京帝国大学法科大学を卒業する。群馬県属、文部省属、宮城、岩手両県への出張、香川県属を経て、秘書官として朝鮮総督府に出仕。咸鏡北道長官を務めたのち、忠清南道長官（のち知事）に転じた。1921年（大正10年）9月25日、退官した。

## 著作
- 閲『教育法規類纂』南中舎、1900年。
- 閲『小学校書方教授法』香川県師範学校同窓会、1905年。
- 『機関説の排撃』帝国在郷軍人会本部、1935年。

## 親族
- 岳父：岡村静彦（陸軍中将）[1]